# Нидернверен
Нидернверен (њем. Niedernwöhren) општина је у њемачкој савезној држави Доња Саксонија. Једно је од 38 општинских средишта округа Шаумбург. Према процјени из 2010. у општини је живјело 1.987 становника. Посједује регионалну шифру (AGS) 3257025.

## Географски и демографски подаци
Нидернверен се налази у савезној држави Доња Саксонија у округу Шаумбург. Општина се налази на надморској висини од 63 метра. Површина општине износи 11,1 km². У самом мјесту је, према процјени из 2010. године, живјело 1.987 становника. Просјечна густина становништва износи 180 становника/km².